# Albert Shepherd
Albert Shepherd (né le 10 septembre 1885 à Great Lever (quartier de Bolton) et mort le 8 novembre 1929) fut un footballeur anglais.

## Biographie
Il est connu pour avoir joué à Newcastle United entre 1908 et 1914.
Shepherd était connu pour son grand charisme et son fort caractère, ainsi que son agressivité sur le terrain.
Il rentre dans l'histoire en étant le premier joueur à inscrire un penalty en finale de la FA Cup. Il joue 132 matchs pour Newcastle, et inscrit 94 buts, Il gagne en tout une FA Cup et un championnat anglais. 
Il joue ensuite pour les clubs de Bolton Wanderers, Blackburn Rovers et Bradford City.
Il finit meilleur buteur de la First Division en 1905-1906 et en 1910-1911,.
Après sa carrière de footballeur, il tient un pub.

## Palmarès
Bolton Wanderers FC
- Meilleur buteur du Championnat d'Angleterre de football (1) :
  - 1906: 26 buts.

Newcastle United FC
- Champion du Championnat d'Angleterre de football (1) :
  - 1909.
- Meilleur buteur du Championnat d'Angleterre de football (1) :
  - 1911: 25 buts.
- Vainqueur de la FA Cup (1) :
  - 1910.
- Finaliste de la FA Cup (1) :
  - 1911.